# سيدني سكرامايي
سيدني سكرامايي (بالإنجليزية: Sydney Sekeramayi)‏ هو وزير الدفاع في زيمبابوي. ولد في 30 مارس 1944. يشغل المنصب منذ 11 سبتمبر 2013، علما أنه قد شغل نفس المنصب سابقا لفترة منذ عام 2001 حتى 13 فبراير 2009، كما شغل منصب وزير الدولة لشؤون الأمن الوطني في مكتب الرئيس للفترة من 13 فبراير 2009 حتى 11 سبتمبر 2013.
مثل الاتحاد الوطني الأفريقي الزيمبابوي في السويد خلال الحرب الأهلية الروديسية، ثم شغل مناصب وزارية مختلفة مثل وزير الأمن الوطني ووزير النقل.